# Carsten Klee
Carsten Klee (* 15. September 1970 in Jena) ist ein ehemaliger deutscher Fußballspieler. Für den FC Carl Zeiss Jena und den FC Hansa Rostock spielte er Erstligafußball. Für den DDR-Fußball-Verband bestritt er 12 Nachwuchsländerspiele.

## Sportliche Laufbahn
Klee wurde in der Nachwuchsabteilung des Thüringer Fußballzentrums FC Carl Zeiss Jena groß. Bereits als Jugendlicher war er Nationalspieler in der U-16-Auswahl des DDR-Fußball-Verbandes und konnte sich bis zur U-18-Nationalmannschaft emporarbeiten. Von 1987 bis 1989 spielte er für den FC Carl Zeiss in der Juniorenoberliga. Seinen ersten Auftritt im Männerbereich hatte Klee mit der 2. Mannschaft der Jenaer während der Saison 1987/88 mit einem Punktspiel in der zweitklassigen DDR-Liga. Anfang 1989 wurde er an den DDR-Ligisten Wismut Gera abgegeben, bei der er bis zum September 1989 17 Zweitligaspiele bestritt und allein in seinen zehn Spielen der Hinrunde 1989/90 fünf Tore erzielte.
Dies veranlasste den FC Carl Zeiss Jena, den 1,80 Meter großen Klee zurückzuholen, der bereits am 13. Oktober 1989 seinen Einstand in der DDR-Oberliga gab. In der Partie des 7. Spieltages BFC Dynamo – FC Carl Zeiss (2:0) wurde er 70 Minuten lang als rechter Stürmer eingesetzt. Diese Position bestimmte auch später seine Fußballerlaufbahn. Bis zum Ende der Saison 1989/90 brachte er es auf 19 Oberligaspiele, in denen er sechs Tore erzielte. 1989 wurde Klee in die DDR-Olympiaauswahl berufen, mit der er mehrere Testspiele bestritt. Noch vor Beginn der Qualifikationsspiele für Olympia 1992 wurde die Mannschaft im Zuge der deutschen Wiedervereinigung zurückgezogen. 1990/91 bestritt er für den FC Carl Zeiss alle 26 Punktspiele und wurde mit neun Treffern Torschützenkönig der Jenaer.
Für die Saison 1991/92 hatte sich der FC Carl Zeiss Jena für die 2. Bundesliga qualifiziert. Unter den neuen Profibedingungen und dem neuen Trainer Klaus Schlappner verlor Klee seinen Status als Stammspieler. In den 32 Punktspielen wurde er nur 17-mal eingesetzt, stand nur zehnmal in der Anfangsformation und bestritt nur drei Partien über die volle Spieldauer. An diesem Zustand änderte sich auch in den beiden folgenden Spielzeiten nichts. Bis zum Abstieg aus der 2. Bundesliga 1994 kam Klee bei 116 ausgetragenen Punktspielen nur 58-mal zum Einsatz, dabei nur 13-mal 90 Minuten lang, und er erzielte lediglich acht Tore. In der Saison 1994/95 zog sich Klee in die damals drittklassige Regionalliga zurück und spielte für den FC Sachsen Leipzig.
1995/96 bestritt Klee bei Hansa Rostock seine einzige Saison in der 1. Bundesliga. Auch bei den Hanseaten war er nur Ersatzspieler, kam in den 34 Punktspielen nur 15-mal meist kurzzeitig zum Einsatz. Zur Saison 1996/97 wechselte er zum FSV Zwickau, wieder in die 2. Bundesliga. Er blieb zwei Spielzeiten bis zum Zwickauer Abstieg im Frühjahr 1998. In den insgesamt 68 Punktspielen wurde Klee in 55 Partien eingesetzt, von denen er die meisten voll durchspielte. Er erzielte 13 Meisterschaftstore, 1998 wurde er mit neun Treffern erfolgreichster Schütze der Zwickauer. Es folgten zwischen 1998 und 2000 zwei weitere Spielzeiten in der 2. Bundesliga mit der SpVgg Greuther Fürth. 1998/99 stand er bei 32 Einsätzen 26-mal in der Startelf und war mit acht Treffern zweitbester Torschütze. In seinem zweiten Fürther Jahre kam Klee nur noch auf 25 Meisterschaftsspiele, war 20-mal von Beginn an dabei und kam auf vier Tore.
Für die Spielzeit 2000/01 holte ihn der FC Sachsen Leipzig erneut in die Regionalliga, wo er 30 der 36 Punktspiele bestritt und mit seinen acht Toren wieder einmal erfolgreichster Angreifer wurde. Zur Saison 2001/02 schloss sich Klee dem Aufsteiger in die 2. Bundesliga SSV Reutlingen an. Er bestritt aber als Einwechselspieler zwischen dem 1. und 10. Spieltag nur sechs Begegnungen. Nachdem Klee 2002/03 keinen weiteren Einsatz für Reutlingen absolviert hatte, wechselte er noch im Januar 2003 zurück zum FC Carl Zeiss Jena, der inzwischen nur noch in der viertklassigen Oberliga Nordost spielte. Als 33-Jähriger konnte er dort noch einmal seine Fähigkeiten ausspielen, bestritt bis zum Saisonende noch 17 Punktspiele und war mit seinen neun Treffern noch immer torgefährlich. 2003/04 wurde er beim FC Carl Zeiss in 26 Meisterschaftsspielen eingesetzt, dabei mit acht Toren wurde er zweitbester Schütze. Nach einer weiteren Saison in der Oberliga für den FC Erfurt-Nord mit 30 Einsätzen und vier Toren (2004/05) beendete Klee seine Laufbahn als Leistungsfußball. Als Hobbyspieler war er noch für die Landesligisten 1. FC Zeitz (2005–2007) und SV Grimma (2008/09) aktiv.

## Berufliche Laufbahn
Nachdem Klee bereits während seiner aktiven Karriere eine Ausbildung zum Physiotherapeuten absolviert hatte, arbeitete er ab 2007 in einer Herzogenauracher Reha-Klinik. Zwischen Juli 2012 und 2022 war er als Physiotherapeut und Medizinischer Leiter Physiotherapie bei der SpVgg Greuther Fürth tätig.